# Plator nipponicus
Espèce
Synonymes
- Hitoegumoa nipponica Kishida, 1914
- Plator sinicus Zhu & Wang, 1963

Plator nipponicus est une espèce d'araignées aranéomorphes de la famille des Trochanteriidae.

## Distribution
Cette espèce se rencontre au Japon, en Corée et en Chine.

## Description
Le mâle décrit par Platnick en 1976 mesure 5,51 mm et la femelle 6,72 mm.

## Étymologie
Son nom d'espèce lui a été donné en référence au lieu de sa découverte, le Japon.

## Publication originale
- Kishida, 1914 : Japanese spiders (9). Kagaku-sekai, vol. 8, p. 44-47.